# De Havilland Canada DHC-5 Buffalo
Pour les articles homonymes, voir Buffalo.
Dimensions
Le de Havilland Canada DHC-5 Buffalo est un avion à décollage et atterrissage court (ADAC) de transport utilitaire, construit par de Havilland Canada. C'est une version développée à partir du DHC-4 Caribou avec des turbopropulseurs. Ses capacités de décollage et atterrissage courts sont plus poussées que celles de beaucoup d'avions légers.

## Conception et développement

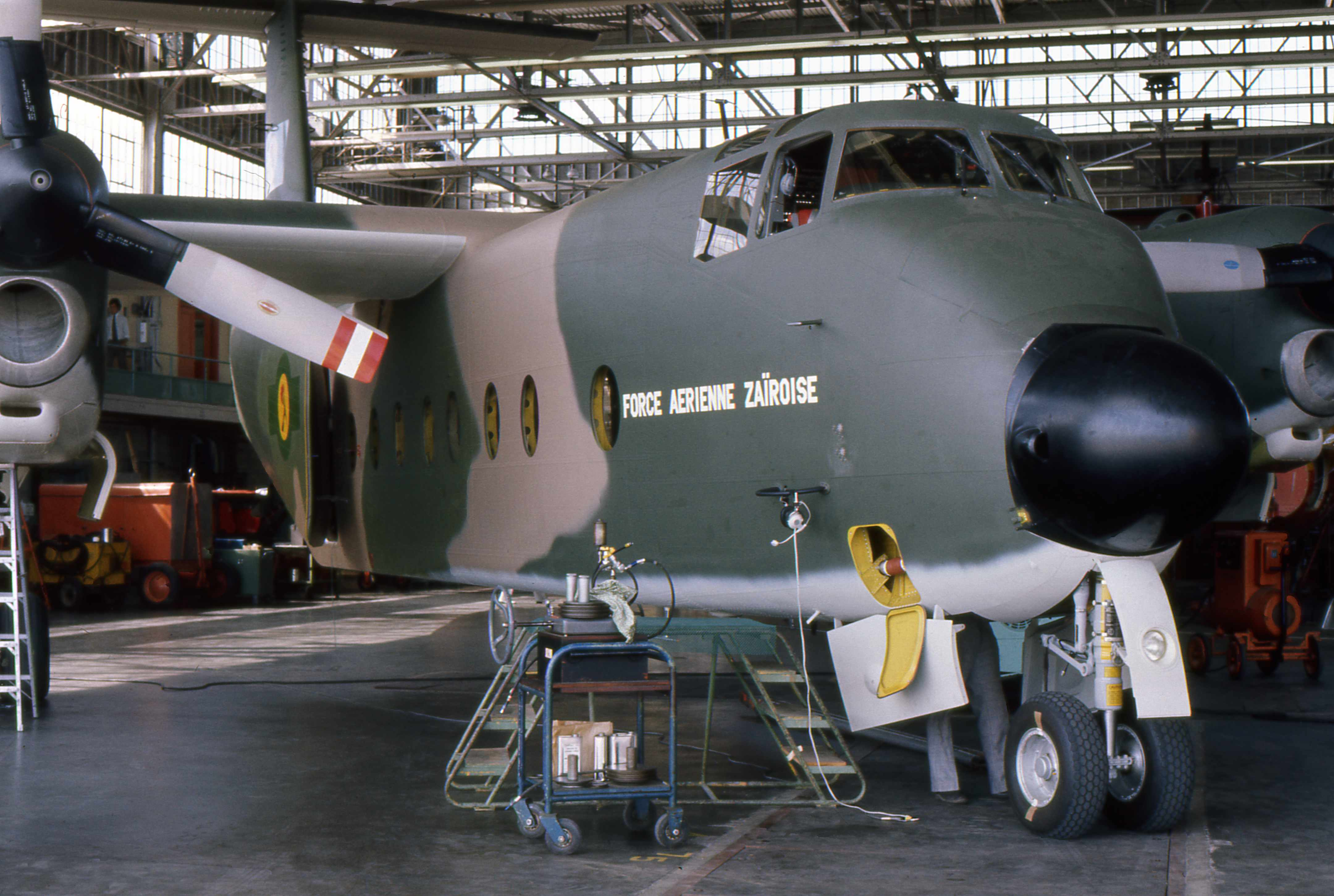
Un DHC-5 Buffalo de la force aérienne zaïroise dans l'usine de Downsview de Havilland Canada au août 1975 avant livraison.

C'est l'armée américaine qui a introduit l'idée du Buffalo. Son premier vol eut lieu le 22 septembre 1961, mais à cause de retards dans les phases de test et de développement, 4 prototypes DHC-5A furent livrés seulement en 1965 et désignés sous le nom de YAC-2 (plus tard CV-7A, puis par la suite C-8A). Bien que les militaires américains furent conquis par ses performances, le contrat s'arrêta là. En fait, les complications arrivèrent lorsque l'armée américaine transféra le tonnage des avions de transports moyens à l'US Air Force, cette dernière préférant les Fairchild Aircraft C-123 Provider.
Au début des années 1980, de Havilland Canada tenta de modifier le Buffalo pour un usage civil. L'appareil fut nommé le « Transporter ». Mais après la perte de son avion de démonstration (SN 103 C-GCTC) au Salon aéronautique de Farnborough en 1984, le projet fut abandonné.
Un Buffalo DHC-5D de série battit plusieurs records du monde de vitesse de montée, dans la catégorie des 12 000 à 16 000 kg le 16 février 1976. Il atteignit 3 000 m en 2 min 12,75 s, 6 000 m en 4 min 27,5 s et 9 000 m en 8 min 3,5 s.

### Usage expérimental
Au début des années 1970, un Buffalo C-8A appartenant à la NASA (et surnommé Bisontennial en 1976) fut adapté avec des ailes de faible envergure Boeing, incorporant des turboréacteurs basés sur les Rolls-Royce Spey (proposant à la fois la propulsion ainsi qu'un système de postcombustion pour un meilleur décollage),,,.
En 1972, avec son premier vol dans cette configuration expérimentale, cet avion fut utilisé conjointement par le centre de recherches Ames de la NASA (Ames Research Center) et le Canadian Department of Industry, Trade and Commerce, pour des recherches sur les avions à courte distance de décollage et d'atterrissage.
À la fin des années 1970 et au début des années 1980, la NASA utilisa un C-8A Buffalo dans le cadre de recherches sur des avions courts courriers silencieux (Programme QSRA, pour Quiet Short-Haul Research Aircraft), en utilisant les 4 réacteurs récupérés sur les deux prototypes Northrop YA-9. Ses ailes expérimentales furent conçues, fabriquées et installées par Boeing. Il s'agissait d'une voilure supercritique incorporant un système de contrôle du bord d'attaque. Au lieu des moteurs standards, cet avion était équipé de quatre prototypes Avco Lycoming YF102, turboréacteurs avec postcombustion (à l'origine provenant du programme Northrop YA-9), et montés sur le dessus de l'aile pour profiter au mieux de l'effet Coandă. En 1980, cet avion décolla du porte-avions USS Kitty Hawk sans l'usage de la catapulte ni du brin d'arrêt, démontrant ainsi les performances du système STOL.

### Nouvelle production
En décembre 2008, le constructeur aéronautique Viking Air, qui détient les dossiers de certification du Buffalo, a indiqué qu'il essayait de relancer la production des appareils dans leurs usines de Victoria, en Colombie-Britannique, et Calgary dans l'Alberta. Ce nouvel avion proposera des moteurs Pratt & Whitney Canada PW150, une planche de bord tout écran, une vision améliorée avec vision de nuit. L'entreprise tente de proposer ce nouvel appareil comme remplacement pour la flotte de DHC-5A de l'armée canadienne.

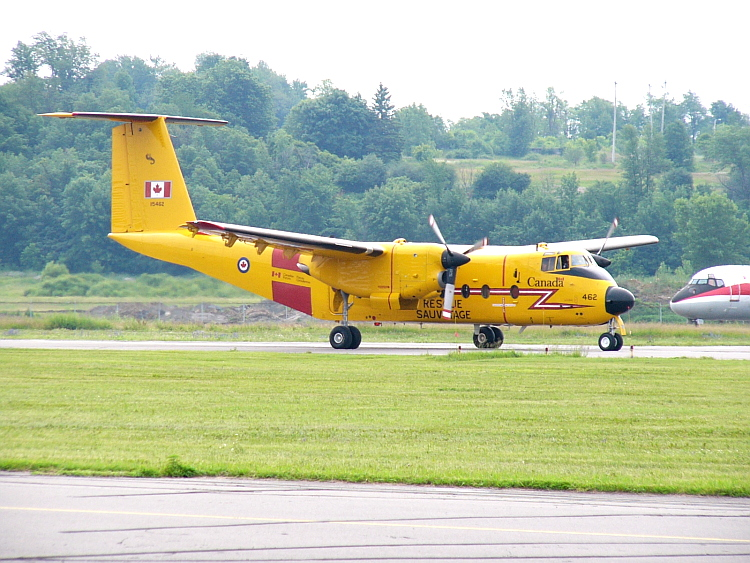
Un CC-115 Buffalo de l'escadron 442 de transport et sauvetage.

## Opérations menées
À la fin de l'année 1965, un des prototypes DHC-5 américains fut déployé sur la base de Biên Hòa, dans le sud du Viêt Nam, pour une période d'essai de 3 mois. Il fut assigné au second peloton aérien de la 92e compagnie d'aviation.
La Royal Canadian Air Force acheta 15 DHC-5A, désignés sous le nom de CC-115, pour des transports tactiques. Ils furent d'abord utilisés à la base canadienne de Saint-Hubert, dans l'escadron 429 comme avion tactique, dans le cadre d'une unité mobile. En 1970, des Buffalo furent consacrés à des manœuvres de transports et de secours avec les escadrons no.442 et 413 (transport et sauvetage). Le No.424 a, quant à lui, pris part au transport de commandement, tandis que le No.426 a fait partie de l'escadron de formation. Quelques-uns furent loués ou prêtés aux usines pour des essais.
Trois autres avions furent utilisés dans des missions de l'Organisation des Nations unies, au Moyen-Orient, avec l'unité de transport No.116 jusqu'en 1979. Ils avaient un motif blanc qui avait été choisi lorsqu'ils étaient utilisés dans les transports domestiques. Le 9 août 1974, l'appareil des forces canadiennes CC-115 Buffalo no de série 115461 fut abattu par un missile sol-air près de la ville de Dimas, en Syrie,, tuant les neuf personnes qui se trouvaient à bord. Il s'agit la plus grosse perte jamais enregistrée par l'armée canadienne dans le cadre d’une opération de l'ONU, mais également de la plus récente. 
En 1975, le Buffalo abandonna son rôle de transport tactique pour être converti pour des missions de recherche et de secours, excepté quelques-uns qui restèrent au service de l'ONU. Le motif adopté pour ces nouveaux avions était blanc et rouge, tandis que les autres gardaient leurs peintures relativement ternes. L'ensemble de ces couleurs ont finalement été remplacées par le jaune et le rouge que l'on retrouve de nos jours. Le nombre d'avions fut réduit à huit : six en service, un qui resta au garage (et qui fut finalement démantelé), et le dernier utilisé pour des formations. Les avions restant furent tous consacrés à des missions de secours et de recherche pour le No. 442 Squadron à la base de Comox. Les Buffalo furent remplacés par des Hercules CC-130 sur les bases de Trenton et de Greenwood. Les EADS CASA C-295 ou les Alenia C-27J Spartan furent considérés comme les remplaçants les plus probables des Buffalos dans les forces canadiennes. Les C-27J eurent l'intégralité du marché auprès du gouvernement canadien.
La production des DHC-5A s'acheva en 1972 après des ventes au Brésil et au Pérou, mais reprit néanmoins en 1974. Cette variante fut vendue à des armées étrangères à commencer par l'Égypte. Il y a actuellement deux avions Buffalo utilisés au Canada qui opèrent dans les compagnies « Arctic Sunwest Charters » et « Yellowknife, Northwest Territories ».

## Différents modèles
- DHC-5 Buffalo : Initialement conçu comme un bimoteur à courte distance de décollage et d'atterrissage, avion de transport pour l'armée américaine. Désignation dans l’US army : AC-2 ;
- DHC-5A : Avion de transport pour l'armée brésilienne, canadienne et péruvienne. Désignation au Canada : CC-115 ;
- DHC-5B : Version proposée par le constructeur, équipée de deux turbopropulseurs General Electric CT64-P4C. Non construit ;
- DHC-5C : Version proposée par le constructeur, équipée de deux turbopropulseurs Rolls-Royce Dart RDa.12. Non construit ;
- DHC-5D : Version améliorée avec deux moteurs turbopropulseurs General Electric CT64-820-4, d'une puissance de 3 133 ch (2 336 kW) ;
- DHC-5E « Transporter » : Version de transport civil ;
- XC8A ACLS : Un avion C-8A converti en avion expérimentant un système d'atterrissage sur coussin d'air ;
- NASA / Boeing QSRA C-8A : Un C-8A converti en avion de recherche sur les courts-courriers silencieux. Ces recherches ont été menées par la NASA ;
- Viking DHC-5NG Buffalo NG : Version proposée dont la construction était assurée par Viking Air. NG est le slogan de l'entreprise et signifie « Next Generation » (nouvelle génération).

### Désignations militaires canadiennes
- CC-115 : Désignation militaire canadienne pour les quinze DHC-5A produits.

### Désignation militaire aux États-Unis
- C-8A : Désignation de l'armée américaine de quatre CV-7A transférés à l'US Army en 1967.

## Opérateurs
- Brésil : Force aérienne brésilienne
- Cameroun : Armée de l'air camerounaise
- Canada : Aviation royale canadienne. 6 exemplaires étaient encore en service fin 2015[10], les derniers sont retirés le 15 janvier 2022[11] ;
- Chili : Force aérienne chilienne
- République démocratique du Congo (auparavant  Zaïre) : Force aérienne de la république démocratique du Congo
- Équateur
- Égypte : Force aérienne égyptienne. Reste fin janvier 2022 le seul opérateur militaire de cet avion.
- Éthiopie : Ethiopian Airlines[12]. Seulement deux des 126 Buffalos construits furent destinées à une compagnie aérienne commerciale, à savoir Ethiopian Airlines ;
- Indonésie : Armée de l'air indonésienne
- Kenya : Force aérienne du Kenya
- Mauritanie : Armée mauritanienne
- Mexique : Marine mexicaine
- Oman : Police de l'air d'Oman
- Pérou : Force aérienne du Pérou (retiré du service)
- Soudan : Force aérienne soudanaise
- Tanzanie : Escadre aérienne de la force de défense populaire tanzanienne
- Togo : Force aérienne togolaise
- États-Unis : Armée américaine et NASA
- Zambie : Commandement de la force aérienne et de la défense aérienne zambienne

## Accidents et incidents
Au total, 26 crashes ont été enregistrés[Quand ?]. Le crash le plus notable impliquant un DHC-5 a eu lieu le 27 avril 1993, quand un DHC-5 transportant l'équipe nationale zambienne de football à un match de qualification de la coupe FIFA 1994 contre l'équipe du Sénégal s'est écrasé peu après son décollage d'une escale de ravitaillement à Libreville, au Gabon. Les trente personnes à bord ont péri dans l'accident.
- Le 9 août 1974, un CC-115 des forces canadiennes opérant pour les Nations unies a été abattu au-dessus de la Syrie, avec la perte de cinq membres d'équipage et quatre passagers[9],[2]. Il s'agit du plus gros crash de l'armée canadienne pendant une opération pour l'ONU ;
- Le 4 septembre 1984, un DHC-5 s'écrase pratiquement au sol lors d'une démonstration d'atterrissage court : descendant trop vite, l'avion touche la piste très violemment avant de glisser et de s'immobiliser quelques centaines mètres plus loin, les ailes et le train d'atterrissage brisés. L'accident ne fit cependant aucune victime[14] ;
- Le 21 juin 1989, un DHC-5 de l'armée de l'air péruvienne s'est écrasé dans la montagne proche de Tarma, tuant les six membres d'équipage et les 53 passagers.